# Horama nigricornis
Horama nigricornis là một loài bướm đêm thuộc phân họ Arctiinae, họ Erebidae.